# Phalanta pallidior
Phalanta pallidior är en fjärilsart som beskrevs av Otto Staudinger 1889. Phalanta pallidior ingår i släktet Phalanta och familjen praktfjärilar. Inga underarter finns listade i Catalogue of Life.